# Okrika
Okrika est une zone de gouvernement local et un royaume de l'État de Rivers au Nigeria,.

## Source
- (en) Cet article est partiellement ou en totalité issu de l’article de Wikipédia en anglais intitulé « Okrika » (voir la liste des auteurs).